# Davis Cup 2025 – baráž 2. světové skupiny
Baráž 2. světové skupiny Davis Cupu 2025 představovala třináct mezistátních tenisových zápasů hraných mezi 31. lednem a 2. únorem 2025. V rámci mužské týmové soutěže – Davis Cupu 2025, do druhé světové baráže zasáhlo dvacet šest družstev rozdělených do třinácti párů. Dvoudenní vzájemná mezistátní utkání se konala ve formátu domácího a hostujícího týmu do tři vítězných bodů (čtyři dvouhry a čtyřhra jako v pořadí třetí utkání).
Vítězové postoupili do zářijové 2. světové skupiny 2025 a na poražené čekala účast ve 3. skupinách kontinentálních zón 2025.

## Přehled
Baráže 2. světové skupiny se zúčastnilo dvacet šest týmů:
- 10 žebříčkově nejníže postavených týmů, které prohrály ve 2. světové skupině 2024
- 12 vítězných týmů z baráží 3. skupin kontinentálních zón 2024
  - 3 týmy z Evropy
  - 3 týmy z Asie a Oceánie
  - 3 týmy z Ameriky
  - 3 týmy z Afriky
- 4 žebříčkově nejvýše postavené týmy z 3. skupin kontinentálních zón 2024, které nepostoupily řádně (Benin, Indonésie, Jamajka a Moldavsko)

| Nasazené týmy 1. Lotyšsko (46. ITF) 2. Nový Zéland (46.) 3. Irsko (52.) 4. Maroko (54.) 5. Jižní Afrika (57.) 6. Salvador (58.) 7. Hongkong (59.) 8. Estonsko (60.) 9. Bolívie (62.) 10. Slovinsko (63.) 11. Čína (64.) 12. Paraguay (65.) 13. Thajsko (66.) | Nenasazené týmy - Dominikánská republika (67.) - Indonésie (68.) - Kypr (69.) - Jamajka (70.) - Zimbabwe (71.) - Namibie (72.) - Venezuela (74.) - Saúdská Arábie (75.) - Sýrie (79.) - Moldavsko (80.) - Nigérie (82.) - Benin (85.) - Černá Hora (92.) |

Žebříček ITF k 18. září 2024.
| Baráž 2. světové skupiny: 31. ledna – 1. února a 1.–2. února 2025 | Baráž 2. světové skupiny: 31. ledna – 1. února a 1.–2. února 2025 | Baráž 2. světové skupiny: 31. ledna – 1. února a 1.–2. února 2025 | Baráž 2. světové skupiny: 31. ledna – 1. února a 1.–2. února 2025 | Baráž 2. světové skupiny: 31. ledna – 1. února a 1.–2. února 2025 | Baráž 2. světové skupiny: 31. ledna – 1. února a 1.–2. února 2025 | Baráž 2. světové skupiny: 31. ledna – 1. února a 1.–2. února 2025 |
| Domácí                                                            | výsledek                                                          | hosté                                                             | místo konání                                                      | areál / hala                                                      | povrch                                                            |                                                                   |
| ----------------------------------------------------------------- | ----------------------------------------------------------------- | ----------------------------------------------------------------- | ----------------------------------------------------------------- | ----------------------------------------------------------------- | ----------------------------------------------------------------- | ----------------------------------------------------------------- |
| Benin                                                             | 3–2                                                               | Lotyšsko [1]                                                      | Cotonou                                                           | Sofitel Marina Hotel                                              | tvrdý                                                             |                                                                   |
| Jamajka                                                           | 2–3                                                               | Nový Zéland [2]                                                   | Kingston                                                          | Eric Bell National Tennis Centre                                  | tvrdý                                                             |                                                                   |
| Saúdská Arábie                                                    | 0–5                                                               | Irsko [3]                                                         | Rijád                                                             | Net Tennis Academy                                                | tvrdý                                                             |                                                                   |
| Zimbabwe                                                          | 0–4                                                               | Maroko [4]                                                        | Harare                                                            | Harare Sports Club                                                | tvrdý                                                             |                                                                   |
| Jižní Afrika [5]                                                  | 3–1                                                               | Nigérie                                                           | Pretorie                                                          | Groenkloof Tennis Club                                            | tvrdý                                                             |                                                                   |
| Salvador [6]                                                      | 3–2                                                               | Moldavsko                                                         | Santa Tecla                                                       | Cancha Estadio Rafael Arévalo                                     | tvrdý                                                             |                                                                   |
| Namibie                                                           | 2–3                                                               | Hongkong [7]                                                      | Windhoek                                                          | Central Tennis Club                                               | tvrdý                                                             |                                                                   |
| Estonsko [8]                                                      | 4–0                                                               | Venezuela                                                         | Tallinn                                                           | Forus Tennisecenter Tondi                                         | tvrdý (hala)                                                      |                                                                   |
| Dominikánská republika                                            | 3–1                                                               | Bolívie [9]                                                       | Santo Domingo                                                     | Centro Nacional de Tenis Parque del Este                          | tvrdý                                                             |                                                                   |
| Slovinsko [10]                                                    | 4–0                                                               | Indonésie                                                         | Velenje                                                           | Bela dvorana Velenje                                              | antuka (hala)                                                     |                                                                   |
| Čína [11]                                                         | 4–0                                                               | Černá Hora                                                        | Ču-chaj                                                           | Mezinárodní tenisové centrum Cheng-čchin                          | tvrdý                                                             |                                                                   |
| Paraguay [12]                                                     | bez boje                                                          | Sýrie                                                             | Asunción                                                          | Club Internacional de Tenis                                       | antuka                                                            |                                                                   |
| Kypr                                                              | 4–0                                                               | Thajsko [13]                                                      | Nikósie                                                           | Nicosia Field Club                                                | antuka                                                            |                                                                   |

## Zápasy baráže 2. světové skupiny

### Benin vs. Lotyšsko
| | Benin | 3 :                                                                     | 2   | Lotyšsko |     |  |
| --- | ----- | ----------------------------------------------------------------------- | --- | -------- | --- |  |
| Sofitel Marina Hotel, Cotonou, Benin 1.–2. února 2025 tvrdý |       |                                                                         |     |          |     |  |
| \| \| \| \| 1. \| 2. \| 3. \| \| \| -- \| \| ----------------------------------------------------------------------- \| --- \| --- \| --- \| \| \| 1. \| \| Alexis Klégou Robert Strombachs \| 5 7 \| 6 4 \| 3 6 \| \| \| 2. \| \| Patrick Agbo-Panzo Daniels Tens \| 6 3 \| 6 2 \| \| \| \| 3. \| \| Prince Gandonou / Alexis Klégou Aleksandrs Sotikovs / Robert Strombachs \| 6 3 \| 6 3 \| \| \| \| 4. \| \| Patrick Agbo-Panzo Robert Strombachs \| 1 6 \| 1 6 \| \| \| \| 5. \| \| Sylvestre Monnou Daniels Tens \| 6 3 \| 6 3 \| \| \| \| \| \| \| \| \| \| \| \| \| \| \| \| \| \| \| \| \| \| \| \| \| \| \| \| \| \| \| \| \| \| \| \| \| \| \| \| \| \| \| |       |                                                                         |     |          |     |  |
| |       |                                                                         | 1.  | 2.       | 3.  |  |
| 1. |       | Alexis Klégou Robert Strombachs                                         | 5 7 | 6 4      | 3 6 |  |
| 2. |       | Patrick Agbo-Panzo Daniels Tens                                         | 6 3 | 6 2      |     |  |
| 3. |       | Prince Gandonou / Alexis Klégou Aleksandrs Sotikovs / Robert Strombachs | 6 3 | 6 3      |     |  |
| 4. |       | Patrick Agbo-Panzo Robert Strombachs                                    | 1 6 | 1 6      |     |  |
| 5. |       | Sylvestre Monnou Daniels Tens                                           | 6 3 | 6 3      |     |  |
| |       |                                                                         |     |          |     |  |
| |       |                                                                         |     |          |     |  |
| |       |                                                                         |     |          |     |  |
| |       |                                                                         |     |          |     |  |
| |       |                                                                         |     |          |     |  |

### Jamajka vs. Nový Zéland
| | Jamajka | 2 :                                                 | 3   | Nový Zéland |     |  |
| --- | ------- | --------------------------------------------------- | --- | ----------- | --- |  |
| Eric Bell National Tennis Centre, Kingston, Jamajka 1.–2. února 2025 tvrdý |         |                                                     |     |             |     |  |
| \| \| \| \| 1. \| 2. \| 3. \| \| \| -- \| \| --------------------------------------------------- \| --- \| --- \| --- \| \| \| 1. \| \| Blaise Bicknell Jack Loutit \| 6 3 \| 2 6 \| 1 6 \| \| \| 2. \| \| Rowland Phillips Kiranpal Pannu \| 6 3 \| 3 6 \| 6 3 \| \| \| 3. \| \| John Chin / Nicholas Gore Ajeet Rai / Finn Reynolds \| 1 6 \| 2 6 \| \| \| \| 4. \| \| Blaise Bicknell Ajeet Rai \| 6 3 \| 6 4 \| \| \| \| 5. \| \| Rowland Phillips Jack Loutit \| 6 3 \| 3 6 \| 3 6 \| \| \| \| \| \| \| \| \| \| \| \| \| \| \| \| \| \| \| \| \| \| \| \| \| \| \| \| \| \| \| \| \| \| \| \| \| \| \| \| \| \| |         |                                                     |     |             |     |  |
| |         |                                                     | 1.  | 2.          | 3.  |  |
| 1. |         | Blaise Bicknell Jack Loutit                         | 6 3 | 2 6         | 1 6 |  |
| 2. |         | Rowland Phillips Kiranpal Pannu                     | 6 3 | 3 6         | 6 3 |  |
| 3. |         | John Chin / Nicholas Gore Ajeet Rai / Finn Reynolds | 1 6 | 2 6         |     |  |
| 4. |         | Blaise Bicknell Ajeet Rai                           | 6 3 | 6 4         |     |  |
| 5. |         | Rowland Phillips Jack Loutit                        | 6 3 | 3 6         | 3 6 |  |
| |         |                                                     |     |             |     |  |
| |         |                                                     |     |             |     |  |
| |         |                                                     |     |             |     |  |
| |         |                                                     |     |             |     |  |
| |         |                                                     |     |             |     |  |

### Saúdská Arábie vs. Irsko
| | Saúdská Arábie | 0 :                                                             | 5   | Irsko |     |  |
| --- | -------------- | --------------------------------------------------------------- | --- | ----- | --- |  |
| Net Tennis Academy, Rijád, Saúdská Arábie 31. ledna – 1. února 2025 tvrdý |                |                                                                 |     |       |     |  |
| \| \| \| \| 1. \| 2. \| 3. \| \| \| -- \| \| --------------------------------------------------------------- \| --- \| ----- \| --- \| \| \| 1. \| \| Saud Alhogbani Michael Agwi \| 4 6 \| 0 6 \| \| \| \| 2. \| \| Ammar Al-Haqbani Osgar O'Hoisin \| 4 6 \| 4 6 \| \| \| \| 3. \| \| Ammar Al-Haqbani / Saud Alhogbani David O'Hare / Osgar O'Hoisin \| 3 6 \| 78 66 \| 3 6 \| \| \| 4. \| \| Abdulmajeed Bukhari Ammar Elamin \| 1 6 \| 4 6 \| \| \| \| 5. \| \| Abdulmalek Bursais Freddy Murray \| 0 6 \| 2 6 \| \| \| \| \| \| \| \| \| \| \| \| \| \| \| \| \| \| \| \| \| \| \| \| \| \| \| \| \| \| \| \| \| \| \| \| \| \| \| \| \| \| \| |                |                                                                 |     |       |     |  |
| |                |                                                                 | 1.  | 2.    | 3.  |  |
| 1. |                | Saud Alhogbani Michael Agwi                                     | 4 6 | 0 6   |     |  |
| 2. |                | Ammar Al-Haqbani Osgar O'Hoisin                                 | 4 6 | 4 6   |     |  |
| 3. |                | Ammar Al-Haqbani / Saud Alhogbani David O'Hare / Osgar O'Hoisin | 3 6 | 78 66 | 3 6 |  |
| 4. |                | Abdulmajeed Bukhari Ammar Elamin                                | 1 6 | 4 6   |     |  |
| 5. |                | Abdulmalek Bursais Freddy Murray                                | 0 6 | 2 6   |     |  |
| |                |                                                                 |     |       |     |  |
| |                |                                                                 |     |       |     |  |
| |                |                                                                 |     |       |     |  |
| |                |                                                                 |     |       |     |  |
| |                |                                                                 |     |       |     |  |

### Zimbabwe vs. Maroko
| | Zimbabwe | 0 :                                                                                   | 4   | Maroko |    |            |
| --- | -------- | ------------------------------------------------------------------------------------- | --- | ------ | -- | ---------- |
| Harare Sports Club, Harare, Zimbabwe 31. ledna – 1. února 2025 tvrdý |          |                                                                                       |     |        |    |            |
| \| \| \| \| 1. \| 2. \| 3. \| \| \| -- \| \| ------------------------------------------------------------------------------------- \| --- \| --- \| -- \| ---------- \| \| 1. \| \| Courtney John Lock Taha Baadi \| 2 6 \| 4 6 \| \| \| \| 2. \| \| Ethan Denzel Sibanda Elliot Benchetrit \| 2 6 \| 3 6 \| \| \| \| 3. \| \| Courtney John Lock / Ronan Tashinga Mtisi Elliot Benchetrit / Younes Lalami Laaroussi \| 1 6 \| 1 6 \| \| \| \| 4. \| \| Ronan Tashinga Mtisi Karim Bennani \| 4 6 \| 3 6 \| \| \| \| 5. \| \| Ethan Denzel Sibanda Taha Baadi \| \| \| \| nehrálo se \| \| \| \| \| \| \| \| \| \| \| \| \| \| \| \| \| \| \| \| \| \| \| \| \| \| \| \| \| \| \| \| \| \| \| \| \| \| \| \| \| |          |                                                                                       |     |        |    |            |
| |          |                                                                                       | 1.  | 2.     | 3. |            |
| 1. |          | Courtney John Lock Taha Baadi                                                         | 2 6 | 4 6    |    |            |
| 2. |          | Ethan Denzel Sibanda Elliot Benchetrit                                                | 2 6 | 3 6    |    |            |
| 3. |          | Courtney John Lock / Ronan Tashinga Mtisi Elliot Benchetrit / Younes Lalami Laaroussi | 1 6 | 1 6    |    |            |
| 4. |          | Ronan Tashinga Mtisi Karim Bennani                                                    | 4 6 | 3 6    |    |            |
| 5. |          | Ethan Denzel Sibanda Taha Baadi                                                       |     |        |    | nehrálo se |
| |          |                                                                                       |     |        |    |            |
| |          |                                                                                       |     |        |    |            |
| |          |                                                                                       |     |        |    |            |
| |          |                                                                                       |     |        |    |            |
| |          |                                                                                       |     |        |    |            |

### Jihoafrická republika vs. Nigérie
| | Jihoafrická republika | 3 :                                                          | 1    | Nigérie |      |            |
| --- | --------------------- | ------------------------------------------------------------ | ---- | ------- | ---- | ---------- |
| Groenkloof Tennis Club, Pretorie, Jihoafrická republika 1.–2. února 2025 tvrdý |                       |                                                              |      |         |      |            |
| \| \| \| \| 1. \| 2. \| 3. \| \| \| -- \| \| ------------------------------------------------------------ \| ---- \| --- \| ---- \| ---------- \| \| 1. \| \| Philip Henning David Ekpenyong \| 6 1 \| 6 1 \| \| \| \| 2. \| \| Kris van Wyk Christopher Bulus \| 6 3 \| 3 6 \| 64 7 \| \| \| 3. \| \| Alec Beckley / Philip Henning Canice Abua / Michael Emmanuel \| 6 0 \| 6 3 \| \| \| \| 4. \| \| Philip Henning Christopher Bulus \| 64 7 \| 6 4 \| 6 4 \| \| \| 5. \| \| Kris van Wyk David Ekpenyong \| \| \| \| nehrálo se \| \| \| \| \| \| \| \| \| \| \| \| \| \| \| \| \| \| \| \| \| \| \| \| \| \| \| \| \| \| \| \| \| \| \| \| \| \| \| \| \| |                       |                                                              |      |         |      |            |
| |                       |                                                              | 1.   | 2.      | 3.   |            |
| 1. |                       | Philip Henning David Ekpenyong                               | 6 1  | 6 1     |      |            |
| 2. |                       | Kris van Wyk Christopher Bulus                               | 6 3  | 3 6     | 64 7 |            |
| 3. |                       | Alec Beckley / Philip Henning Canice Abua / Michael Emmanuel | 6 0  | 6 3     |      |            |
| 4. |                       | Philip Henning Christopher Bulus                             | 64 7 | 6 4     | 6 4  |            |
| 5. |                       | Kris van Wyk David Ekpenyong                                 |      |         |      | nehrálo se |
| |                       |                                                              |      |         |      |            |
| |                       |                                                              |      |         |      |            |
| |                       |                                                              |      |         |      |            |
| |                       |                                                              |      |         |      |            |
| |                       |                                                              |      |         |      |            |

### Salvador vs. Moldavsko
| | Salvador | 3 :                                                        | 2   | Moldavsko |     |  |
| --- | -------- | ---------------------------------------------------------- | --- | --------- | --- |  |
| Cancha Estadio Rafael Arévalo, Santa Tecla, Salvador 1.–2. února 2025 tvrdý |          |                                                            |     |           |     |  |
| \| \| \| \| 1. \| 2. \| 3. \| \| \| -- \| \| ---------------------------------------------------------- \| --- \| --- \| --- \| \| \| 1. \| \| Marcelo Arévalo Ilja Snițari \| 6 1 \| 1 6 \| 4 6 \| \| \| 2. \| \| César Cruz Andrei Gorban \| 6 4 \| 6 1 \| \| \| \| 3. \| \| Marcelo Arévalo / César Cruz Ilie Babinciuc / Ilja Snițari \| 6 0 \| 6 2 \| \| \| \| 4. \| \| César Cruz Ilya Snițari \| 1 6 \| 4 6 \| \| \| \| 5. \| \| Marcelo Arévalo Ilie Cazac \| 6 1 \| 6 0 \| \| \| \| \| \| \| \| \| \| \| \| \| \| \| \| \| \| \| \| \| \| \| \| \| \| \| \| \| \| \| \| \| \| \| \| \| \| \| \| \| \| \| |          |                                                            |     |           |     |  |
| |          |                                                            | 1.  | 2.        | 3.  |  |
| 1. |          | Marcelo Arévalo Ilja Snițari                               | 6 1 | 1 6       | 4 6 |  |
| 2. |          | César Cruz Andrei Gorban                                   | 6 4 | 6 1       |     |  |
| 3. |          | Marcelo Arévalo / César Cruz Ilie Babinciuc / Ilja Snițari | 6 0 | 6 2       |     |  |
| 4. |          | César Cruz Ilya Snițari                                    | 1 6 | 4 6       |     |  |
| 5. |          | Marcelo Arévalo Ilie Cazac                                 | 6 1 | 6 0       |     |  |
| |          |                                                            |     |           |     |  |
| |          |                                                            |     |           |     |  |
| |          |                                                            |     |           |     |  |
| |          |                                                            |     |           |     |  |
| |          |                                                            |     |           |     |  |

### Namibie vs. Hongkong
| | Namibie | 2 :                                                              | 3    | Hongkong |     |  |
| --- | ------- | ---------------------------------------------------------------- | ---- | -------- | --- |  |
| Central Tennis Club, Windhoek, Namibie 1.–2. února 2025 tvrdý |         |                                                                  |      |          |     |  |
| \| \| \| \| 1. \| 2. \| 3. \| \| \| -- \| \| ---------------------------------------------------------------- \| ---- \| ------ \| --- \| \| \| 1. \| \| Connor van Schalkwyk Wong Chun-hun \| 4 6 \| 6 4 \| 6 1 \| \| \| 2. \| \| Codie van Schalkwyk Coleman Wong \| 5 7 \| 5 7 \| \| \| \| 3. \| \| Jean Erasmus / Connor van Schalkwyk Wong Chun-hun / Coleman Wong \| 6 78 \| 5 7 \| \| \| \| 4. \| \| Connor van Schalkwyk Coleman Wong \| 62 7 \| 68 710 \| \| \| \| 5. \| \| Codie van Schalkwyk Wong Tsz-fu \| 7 62 \| 6 4 \| \| \| \| \| \| \| \| \| \| \| \| \| \| \| \| \| \| \| \| \| \| \| \| \| \| \| \| \| \| \| \| \| \| \| \| \| \| \| \| \| \| \| |         |                                                                  |      |          |     |  |
| |         |                                                                  | 1.   | 2.       | 3.  |  |
| 1. |         | Connor van Schalkwyk Wong Chun-hun                               | 4 6  | 6 4      | 6 1 |  |
| 2. |         | Codie van Schalkwyk Coleman Wong                                 | 5 7  | 5 7      |     |  |
| 3. |         | Jean Erasmus / Connor van Schalkwyk Wong Chun-hun / Coleman Wong | 6 78 | 5 7      |     |  |
| 4. |         | Connor van Schalkwyk Coleman Wong                                | 62 7 | 68 710   |     |  |
| 5. |         | Codie van Schalkwyk Wong Tsz-fu                                  | 7 62 | 6 4      |     |  |
| |         |                                                                  |      |          |     |  |
| |         |                                                                  |      |          |     |  |
| |         |                                                                  |      |          |     |  |
| |         |                                                                  |      |          |     |  |
| |         |                                                                  |      |          |     |  |

### Estonsko vs. Venezuela
| | Estonsko | 4 :                                                            | 0   | Venezuela |     |            |
| --- | -------- | -------------------------------------------------------------- | --- | --------- | --- | ---------- |
| Forus Tennisecenter Tondi, Tallinn, Estonsko 31. ledna – 1. února 2025 tvrdý (hala) |          |                                                                |     |           |     |            |
| \| \| \| \| 1. \| 2. \| 3. \| \| \| -- \| \| -------------------------------------------------------------- \| --- \| ----- \| --- \| ---------- \| \| 1. \| \| Oliver Ojakäär Ignacio Parisca \| 6 7 \| 6 4 \| 6 4 \| \| \| 2. \| \| Mark Lajal Ricardo Rodríguez \| 6 1 \| 6 0 \| \| \| \| 3. \| \| Mark Lajal / Johannes Seeman Juan José Bianchi / Brandon Pérez \| 7 5 \| 78 66 \| \| \| \| 4. \| \| Markus Mölder Ignacio Parisca \| 6 3 \| 6 2 \| \| \| \| 5. \| \| Oliver Ojakäär Ricardo Rodríguez \| \| \| \| nehrálo se \| \| \| \| \| \| \| \| \| \| \| \| \| \| \| \| \| \| \| \| \| \| \| \| \| \| \| \| \| \| \| \| \| \| \| \| \| \| \| \| \| |          |                                                                |     |           |     |            |
| |          |                                                                | 1.  | 2.        | 3.  |            |
| 1. |          | Oliver Ojakäär Ignacio Parisca                                 | 6 7 | 6 4       | 6 4 |            |
| 2. |          | Mark Lajal Ricardo Rodríguez                                   | 6 1 | 6 0       |     |            |
| 3. |          | Mark Lajal / Johannes Seeman Juan José Bianchi / Brandon Pérez | 7 5 | 78 66     |     |            |
| 4. |          | Markus Mölder Ignacio Parisca                                  | 6 3 | 6 2       |     |            |
| 5. |          | Oliver Ojakäär Ricardo Rodríguez                               |     |           |     | nehrálo se |
| |          |                                                                |     |           |     |            |
| |          |                                                                |     |           |     |            |
| |          |                                                                |     |           |     |            |
| |          |                                                                |     |           |     |            |
| |          |                                                                |     |           |     |            |

### Dominikánská republika vs. Bolívie
| | Dominikánská republika | 3 :                                                                    | 1    | Bolívie |     |            |
| --- | ---------------------- | ---------------------------------------------------------------------- | ---- | ------- | --- | ---------- |
| Centro Nacional de Tenis Parque del Este, Santo Domingo, Dominikánská republika 1.–2. února 2025 tvrdý |                        |                                                                        |      |         |     |            |
| \| \| \| \| 1. \| 2. \| 3. \| \| \| -- \| \| ---------------------------------------------------------------------- \| ---- \| ---- \| --- \| ---------- \| \| 1. \| \| Peter Bertran Federico Zeballos \| 2 6 \| 7 64 \| 6 4 \| \| \| 2. \| \| Roberto Cid Subervi Raúl García \| 6 3 \| 6 3 \| \| \| \| 3. \| \| Peter Bertran / Alejandro José Gandini Boris Arias / Federico Zeballos \| 4 6 \| 4 6 \| \| \| \| 4. \| \| Roberto Cid Subervi Federico Zeballos \| 7 62 \| 6 3 \| \| \| \| 5. \| \| Peter Bertran Raúl García \| \| \| \| nehrálo se \| \| \| \| \| \| \| \| \| \| \| \| \| \| \| \| \| \| \| \| \| \| \| \| \| \| \| \| \| \| \| \| \| \| \| \| \| \| \| \| \| |                        |                                                                        |      |         |     |            |
| |                        |                                                                        | 1.   | 2.      | 3.  |            |
| 1. |                        | Peter Bertran Federico Zeballos                                        | 2 6  | 7 64    | 6 4 |            |
| 2. |                        | Roberto Cid Subervi Raúl García                                        | 6 3  | 6 3     |     |            |
| 3. |                        | Peter Bertran / Alejandro José Gandini Boris Arias / Federico Zeballos | 4 6  | 4 6     |     |            |
| 4. |                        | Roberto Cid Subervi Federico Zeballos                                  | 7 62 | 6 3     |     |            |
| 5. |                        | Peter Bertran Raúl García                                              |      |         |     | nehrálo se |
| |                        |                                                                        |      |         |     |            |
| |                        |                                                                        |      |         |     |            |
| |                        |                                                                        |      |         |     |            |
| |                        |                                                                        |      |         |     |            |
| |                        |                                                                        |      |         |     |            |

### Slovinsko vs. Indonésie
| | Slovinsko | 4 :                                                                          | 0   | Indonésie |    |            |
| --- | --------- | ---------------------------------------------------------------------------- | --- | --------- | -- | ---------- |
| Bela dvorana Velenje, Velenje, Slovinsko 1.–2. února 2025 antuka (hala) |           |                                                                              |     |           |    |            |
| \| \| \| \| 1. \| 2. \| 3. \| \| \| -- \| \| ---------------------------------------------------------------------------- \| --- \| --- \| -- \| ---------- \| \| 1. \| \| Filip Jeff Planinšek Muhammad Rifqi Fitriadi \| 6 1 \| 6 3 \| \| \| \| 2. \| \| Bor Artnak Gunawan Trismuwantara \| 6 2 \| 6 1 \| \| \| \| 3. \| \| Sebastian Dominko / Jan Kupčič Muhammad Rifqi Fitriadi / Christopher Rungkat \| 6 1 \| 6 4 \| \| \| \| 4. \| \| Bor Artnak Lucky Candra Kurniawan \| 6 1 \| 6 4 \| \| \| \| 5. \| \| Filip Jeff Planinšek Gunawan Trismuwantara \| \| \| \| nehrálo se \| \| \| \| \| \| \| \| \| \| \| \| \| \| \| \| \| \| \| \| \| \| \| \| \| \| \| \| \| \| \| \| \| \| \| \| \| \| \| \| \| |           |                                                                              |     |           |    |            |
| |           |                                                                              | 1.  | 2.        | 3. |            |
| 1. |           | Filip Jeff Planinšek Muhammad Rifqi Fitriadi                                 | 6 1 | 6 3       |    |            |
| 2. |           | Bor Artnak Gunawan Trismuwantara                                             | 6 2 | 6 1       |    |            |
| 3. |           | Sebastian Dominko / Jan Kupčič Muhammad Rifqi Fitriadi / Christopher Rungkat | 6 1 | 6 4       |    |            |
| 4. |           | Bor Artnak Lucky Candra Kurniawan                                            | 6 1 | 6 4       |    |            |
| 5. |           | Filip Jeff Planinšek Gunawan Trismuwantara                                   |     |           |    | nehrálo se |
| |           |                                                                              |     |           |    |            |
| |           |                                                                              |     |           |    |            |
| |           |                                                                              |     |           |    |            |
| |           |                                                                              |     |           |    |            |
| |           |                                                                              |     |           |    |            |

### Čína vs. Černá Hora
| | Čína | 4 :                                                             | 0   | Černá Hora |    |            |
| --- | ---- | --------------------------------------------------------------- | --- | ---------- | -- | ---------- |
| Mezinárodní tenisové centrum Cheng-čchin, Ču-chaj, Čína 31. ledna – 1. února 2025 tvrdý |      |                                                                 |     |            |    |            |
| \| \| \| \| 1. \| 2. \| 3. \| \| \| -- \| \| --------------------------------------------------------------- \| --- \| ---- \| -- \| ---------- \| \| 1. \| \| Cchuej Ťie Petar Jovanović \| 6 4 \| 7 64 \| \| \| \| 2. \| \| Čang Č’-čen Aleksa Krivokapić \| 6 4 \| 6 4 \| \| \| \| 3. \| \| Sun Fa-ťing / Tche Ž'-ke-le Petar Jovanović / Aleksa Krivokapić \| 6 4 \| 7 61 \| \| \| \| 4. \| \| Sun Fa-ťing Petar Jovanović \| 6 3 \| 7 5 \| \| \| \| 5. \| \| Cchuej Ťie Aleksa Krivokapić \| \| \| \| nehrálo se \| \| \| \| \| \| \| \| \| \| \| \| \| \| \| \| \| \| \| \| \| \| \| \| \| \| \| \| \| \| \| \| \| \| \| \| \| \| \| \| \| |      |                                                                 |     |            |    |            |
| |      |                                                                 | 1.  | 2.         | 3. |            |
| 1. |      | Cchuej Ťie Petar Jovanović                                      | 6 4 | 7 64       |    |            |
| 2. |      | Čang Č’-čen Aleksa Krivokapić                                   | 6 4 | 6 4        |    |            |
| 3. |      | Sun Fa-ťing / Tche Ž'-ke-le Petar Jovanović / Aleksa Krivokapić | 6 4 | 7 61       |    |            |
| 4. |      | Sun Fa-ťing Petar Jovanović                                     | 6 3 | 7 5        |    |            |
| 5. |      | Cchuej Ťie Aleksa Krivokapić                                    |     |            |    | nehrálo se |
| |      |                                                                 |     |            |    |            |
| |      |                                                                 |     |            |    |            |
| |      |                                                                 |     |            |    |            |
| |      |                                                                 |     |            |    |            |
| |      |                                                                 |     |            |    |            |

### Paraguay vs. Sýrie
| | Paraguay | bez | boje | Sýrie |    |  |
| --- | --- | --- | ---- | ----- | -- |  |
| Club Internacional de Tenis, Asunción, Paraguay 31. ledna – 1. února 2025 antuka | |     |      |       |    |  |
| \| \| \| \| 1. \| 2. \| 3. \| \| \| ----------- \| ----------------------------------------------------------------------------------------------------------------------------------------------------------- \| \| -- \| -- \| -- \| \| \| 1. \| \| \| \| \| \| \| \| 2. \| \| \| \| \| \| \| \| 3. \| \| \| \| \| \| \| \| 4. \| \| \| \| \| \| \| \| 5. \| \| \| \| \| \| \| \| \| \| \| \| \| \| \| \| \| \| \| \| \| \| \| \| \| \| \| \| \| \| \| \| Podrobnosti \| \| \| \| \| \| \| \| \| Paraguay postoupila do 2. světové skupiny bez boje, když se Sýrie z ročníku odhlásila kvůli vnitrostátní nestabilitě po svržení režimu Bašára al-Asada.[16] \| \| \| \| \| \| | |     |      |       |    |  |
| | |     | 1.   | 2.    | 3. |  |
| 1. | |     |      |       |    |  |
| 2. | |     |      |       |    |  |
| 3. | |     |      |       |    |  |
| 4. | |     |      |       |    |  |
| 5. | |     |      |       |    |  |
| | |     |      |       |    |  |
| | |     |      |       |    |  |
| | |     |      |       |    |  |
| Podrobnosti | |     |      |       |    |  |
| | Paraguay postoupila do 2. světové skupiny bez boje, když se Sýrie z ročníku odhlásila kvůli vnitrostátní nestabilitě po svržení režimu Bašára al-Asada. |     |      |       |    |  |

### Kypr vs. Thajsko
| | Kypr | 4 :                                                              | 0   | Thajsko |     |            |
| --- | ---- | ---------------------------------------------------------------- | --- | ------- | --- | ---------- |
| Nicosia Field Club, Nikósie, Kypr 31. ledna – 1. února 2025 antuka |      |                                                                  |     |         |     |            |
| \| \| \| \| 1. \| 2. \| 3. \| \| \| -- \| \| ---------------------------------------------------------------- \| --- \| --- \| --- \| ---------- \| \| 1. \| \| Menelaos Efstathiou Maximus Jones \| 2 6 \| 6 3 \| 6 2 \| \| \| 2. \| \| Stylianos Christodoulou Kasidit Samrej \| 1 6 \| 6 0 \| 6 4 \| \| \| 3. \| \| Sergis Kyratzis / Eleftherios Neos Pručja Isaro / Kasidit Samrej \| 6 3 \| 7 5 \| \| \| \| 4. \| \| Andreas Timini Tanapet Čanta \| 6 3 \| 6 3 \| \| \| \| 5. \| \| Stylianos Christodoulou Maximus Jones \| \| \| \| nehrálo se \| \| \| \| \| \| \| \| \| \| \| \| \| \| \| \| \| \| \| \| \| \| \| \| \| \| \| \| \| \| \| \| \| \| \| \| \| \| \| \| \| |      |                                                                  |     |         |     |            |
| |      |                                                                  | 1.  | 2.      | 3.  |            |
| 1. |      | Menelaos Efstathiou Maximus Jones                                | 2 6 | 6 3     | 6 2 |            |
| 2. |      | Stylianos Christodoulou Kasidit Samrej                           | 1 6 | 6 0     | 6 4 |            |
| 3. |      | Sergis Kyratzis / Eleftherios Neos Pručja Isaro / Kasidit Samrej | 6 3 | 7 5     |     |            |
| 4. |      | Andreas Timini Tanapet Čanta                                     | 6 3 | 6 3     |     |            |
| 5. |      | Stylianos Christodoulou Maximus Jones                            |     |         |     | nehrálo se |
| |      |                                                                  |     |         |     |            |
| |      |                                                                  |     |         |     |            |
| |      |                                                                  |     |         |     |            |
| |      |                                                                  |     |         |     |            |
| |      |                                                                  |     |         |     |            |